# Puchar Sześciu Narodów 2021
Puchar Sześciu Narodów 2021 (2021 Six Nations Championship, a także od nazwy sponsora turnieju, Guinness – 2021 Guinness 6 Nations) – dwudziesta druga edycja Pucharu Sześciu Narodów, corocznego turnieju w rugby union rozgrywanego pomiędzy sześcioma najlepszymi europejskimi zespołami narodowymi. Turniej odbył się pomiędzy 6 lutego a 26 marca 2021 roku.
Wliczając turnieje w poprzedniej formie, od czasów Home Nations Championship i Pucharu Pięciu Narodów, była to 127. edycja tych zawodów. W turnieju wzięły udział reprezentacje narodowe Anglii, Francji, Irlandii, Szkocji, Walii i Włoch.
Rozkład gier opublikowano w połowie marca 2020 roku, zaś sędziowie spotkań zostali wyznaczeni w grudniu tegoż roku, a wśród nich znalazł się pierwszy Szkot od dwóch dekad. Z powodu pandemii COVID-19 dwójka południowoafrykańskich arbitrów nie mogła wziąć udziału w ostatnich dwóch kolejkach, toteż ich miejsce zajęli europejscy sędziowie. Mecz trzeciej kolejki pomiędzy Francją i Szkocją został przełożony na późniejszy termin z uwagi na kilkanaście przypadków zakażeń wśród zawodników i kadry szkoleniowej, ostatecznie odbył się w następny piątek po pierwotnej dacie zakończenia turnieju.
Zwycięzca meczu zyskiwał cztery punkty, za remis przysługiwały dwa punkty, porażka nie była punktowana, a zdobycie przynajmniej czterech przyłożeń lub przegrana nie więcej niż siedmioma punktami premiowana była natomiast punktem bonusowym. Dodatkowo zdobywca Wielkiego Szlema otrzymałby trzy dodatkowe punkty, by uniknąć sytuacji, że nie wygrałby całych zawodów pomimo pokonania wszystkich rywali.
W zawodach zwyciężyła Walia, która z uwagi na porażkę z Francuzami dzięki przyłożeniu w ostatniej akcji meczu nie zdobyła jednak Wielkiego Szlema. Najwięcej punktów w turnieju zdobył Irlandczyk Jonathan Sexton, zaś w klasyfikacji przyłożeń z pięcioma zwyciężył reprezentujący Szkocję Duhan van der Merwe. Z grona sześciu zawodników wytypowanych przez organizatorów za najlepszego został uznany Hamish Watson.
Podczas zawodów pięćdziesiąte występy w narodowej reprezentacji zaliczyli Carlo Canna, Robbie Henshaw, Elliot Daly, Jake Ball, Anthony Watson, CJ Stander i Ryan Wilson, w setnym testmeczu wystąpił zaś George North zostając najmłodszym zawodnikiem w historii pobijając o miesiąc wyczyn Michaela Hoopera.
Sponsorem turnieju trzeci rok była marka Guinness.

## Uczestnicy
W turnieju uczestniczyły:
| Zespół   | Stadion            | Miasto   | Trener          | Kapitan                        |
| -------- | ------------------ | -------- | --------------- | ------------------------------ |
| Anglia   | Twickenham         | Londyn   | Eddie Jones     | Owen Farrell                   |
| Francja  | Stade de France    | Paryż    | Fabien Galthié  | Charles Ollivon                |
| Irlandia | Aviva Stadium      | Dublin   | Andy Farrell    | Jonathan Sexton Iain Henderson |
| Szkocja  | Murrayfield        | Edynburg | Gregor Townsend | Stuart Hogg                    |
| Walia    | Millennium Stadium | Cardiff  | Wayne Pivac     | Alun Wyn Jones                 |
| Włochy   | Stadio Olimpico    | Rzym     | Franco Smith    | Luca Bigi                      |

## Mecze

### Tydzień 1
| 6 lutego 202115:15 | Włochy                                      | 10:50(3:24) | Francja | Stadio Olimpico, Rzym Sędzia: Matthew Carley |
| 6 lutego 202115:15 | Luca Sperandio 5 (P) Paolo Garbisi 5 (pd K) | 10:50(3:24) | Antoine Dupont 5 (P) Arthur Vincent 5 (P) Brice Dulin 5 (P) Dylan Cretin 5 (P) Gaël Fickou 5 (P) Matthieu Jalibert 15 (6pd K) Teddy Thomas 10 (2P) | Stadio Olimpico, Rzym Sędzia: Matthew Carley |

| 6 lutego 202117:45 | Anglia              | 6:11(6:8) | Szkocja                                       | Twickenham Stadium, Londyn Sędzia: Andrew Brace |
| 6 lutego 202117:45 | Owen Farrell 6 (2K) | 6:11(6:8) | Duhan van der Merwe 5 (P) Finn Russell 6 (2K) | Twickenham Stadium, Londyn Sędzia: Andrew Brace |
| 6 lutego 202117:45 | Billy Vunipola      | 6:11(6:8) | Finn Russell                                  | Twickenham Stadium, Londyn Sędzia: Andrew Brace |

| 7 lutego 202116:00 | Walia                                                                 | 21:16(6:13) | Irlandia                                                       | Millennium Stadium, Cardiff Sędzia: Wayne Barnes |
| 7 lutego 202116:00 | George North 5 (P) Leigh Halfpenny 11 (pd 3K) Louis Rees-Zammit 5 (P) | 21:16(6:13) | Billy Burns 3 (K) Jonathan Sexton 8 (pd 2K) Tadhg Beirne 5 (P) | Millennium Stadium, Cardiff Sędzia: Wayne Barnes |
| 7 lutego 202116:00 | Peter O'Mahony                                                        | 21:16(6:13) |                                                                | Millennium Stadium, Cardiff Sędzia: Wayne Barnes |

### Tydzień 2
| 13 lutego 202114:15 | Anglia | 41:18(20:8) | Włochy                                                        | Twickenham Stadium, Londyn Sędzia: Mike Adamson |
| 13 lutego 202114:15 | Anthony Watson 10 (2P) Elliot Daly 5 (P) Jack Willis 5 (P) Jonny Hill 5 (P) Jonny May 5 (P) Owen Farrell 11 (4pd K) | 41:18(20:8) | Monty Ioane 5 (P) Paolo Garbisi 6 (2K) Tommaso Allan 7 (P pd) | Twickenham Stadium, Londyn Sędzia: Mike Adamson |

| 13 lutego 202117:45 | Szkocja                                                       | 24:25(17:8) | Walia | Murrayfield Stadium, Edynburg Sędzia: Matthew Carley |
| 13 lutego 202117:45 | Darcy Graham 5 (P) Finn Russell 9 (3pd K) Stuart Hogg 10 (2P) | 24:25(17:8) | Callum Sheedy 2 (pd) Leigh Halfpenny 3 (K) Liam Williams 5 (P) Louis Rees-Zammit 10 (2P) Wyn Jones 5 (P) | Murrayfield Stadium, Edynburg Sędzia: Matthew Carley |
| 13 lutego 202117:45 | Zander Fagerson                                               | 24:25(17:8) | | Murrayfield Stadium, Edynburg Sędzia: Matthew Carley |

| 14 lutego 202116:00 | Irlandia                                                   | 13:15(3:10) | Francja                                                              | Aviva Stadium, Dublin Sędzia: Luke Pearce |
| 14 lutego 202116:00 | Billy Burns 3 (K) Ronan Kelleher 5 (P) Ross Byrne 5 (pd K) | 13:15(3:10) | Damian Penaud 5 (P) Matthieu Jalibert 5 (pd K) Charles Ollivon 5 (P) | Aviva Stadium, Dublin Sędzia: Luke Pearce |
| 14 lutego 202116:00 | Bernard Le Roux                                            | 13:15(3:10) |                                                                      | Aviva Stadium, Dublin Sędzia: Luke Pearce |

### Tydzień 3
| 27 lutego 202115:15 | Włochy                                   | 10:48(10:27) | Irlandia | Stadio Olimpico, Rzym Sędzia: Mathieu Raynal |
| 27 lutego 202115:15 | Johan Meyer 5 (P) Paolo Garbisi 5 (pd K) | 10:48(10:27) | CJ Stander 5 (P) Garry Ringrose 5 (P) Hugo Keenan 5 (P) Jonathan Sexton 18 (6pd 2K) Keith Earls 5 (P) Will Connors 10 (2P) | Stadio Olimpico, Rzym Sędzia: Mathieu Raynal |
| 27 lutego 202115:15 | Giosue Zilocchi · Luca Bigi              | 10:48(10:27) | | Stadio Olimpico, Rzym Sędzia: Mathieu Raynal |

| 27 lutego 202117:45 | Walia | 40:24(17:14) | Anglia                                                        | Millennium Stadium, Cardiff Sędzia: Pascal Gaüzère |
| 27 lutego 202117:45 | Callum Sheedy 13 (2pd 3K) Cory Hill 5 (P) Dan Biggar 7 (2pd K) Josh Adams 5 (P) Kieran Hardy 5 (P) Liam Williams 5 (P) | 40:24(17:14) | Anthony Watson 5 (P) Ben Youngs 5 (P) Owen Farrell 14 (pd 4K) | Millennium Stadium, Cardiff Sędzia: Pascal Gaüzère |

| 26 marca 202116:00 | Francja                                                                           | 23:27(13:10) | Szkocja                                                                                      | Stade de France, Saint-Denis Sędzia: Wayne Barnes |
| 26 marca 202116:00 | Brice Dulin 5 (P) Damian Penaud 5 (P) Romain Ntamack 8 (pd 2K) Swan Rebbadj 5 (P) | 23:27(13:10) | Adam Hastings 2 (pd) David Cherry 5 (P) Duhan van der Merwe 10 (2P) Finn Russell 10 (2pd 2K) | Stade de France, Saint-Denis Sędzia: Wayne Barnes |
| 26 marca 202116:00 | Baptiste Serin                                                                    | 23:27(13:10) | Stuart Hogg · Finn Russell                                                                   | Stade de France, Saint-Denis Sędzia: Wayne Barnes |

### Tydzień 4
| 13 marca 202115:15 | Włochy                                 | 7:48(0:27) | Walia | Stadio Olimpico, Rzym Sędzia: Wayne Barnes |
| 13 marca 202115:15 | Monty Ioane 5 (P) Paolo Garbisi 2 (pd) | 7:48(0:27) | Callum Sheedy 9 (P 2pd) Dan Biggar 9 (3pd K) George North 5 (P) Josh Adams 5 (P) Ken Owens 10 (2P) Louis Rees-Zammit 5 (P) Taulupe Faletau 5 (P) | Stadio Olimpico, Rzym Sędzia: Wayne Barnes |
| 13 marca 202115:15 | Luca Bigi · Marco Riccioni             | 7:48(0:27) | | Stadio Olimpico, Rzym Sędzia: Wayne Barnes |

| 13 marca 202117:45 | Anglia                                                         | 23:20(13:17) | Francja                                                                | Twickenham Stadium, Londyn Sędzia: Andrew Brace |
| 13 marca 202117:45 | Anthony Watson 5 (P) Maro Itoje 5 (P) Owen Farrell 13 (2pd 3K) | 23:20(13:17) | Antoine Dupont 5 (P) Damian Penaud 5 (P) Matthieu Jalibert 10 (2pd 2K) | Twickenham Stadium, Londyn Sędzia: Andrew Brace |

| 14 marca 202116:00 | Szkocja                                                                          | 24:27(10:14) | Irlandia                                                           | Murrayfield Stadium, Edynburg Sędzia: Romain Poite |
| 14 marca 202116:00 | Finn Russell 10 (P pd K) Hamish Watson 5 (P) Huw Jones 5 (P) Stuart Hogg 4 (2pd) | 24:27(10:14) | Jonathan Sexton 17 (pd 5K) Robbie Henshaw 5 (P) Tadhg Beirne 5 (P) | Murrayfield Stadium, Edynburg Sędzia: Romain Poite |

### Tydzień 5
| 20 marca 202115:15 | Szkocja | 52:10(24:10) | Włochy                                 | Murrayfield Stadium, Edynburg Sędzia: Pascal Gaüzère |
| 20 marca 202115:15 | Darcy Graham 5 (P) David Cherry 10 (2P) Duhan van der Merwe 10 (2P) Huw Jones 5 (P) Sam Johnson 5 (P) Scott Steele 5 (P) Stuart Hogg 12 (6pd) | 52:10(24:10) | Paolo Garbisi 5 (pd K) Luca Bigi 5 (P) | Murrayfield Stadium, Edynburg Sędzia: Pascal Gaüzère |
| 20 marca 202115:15 | Federico Mori · Monty Ioane · Sebastian Negri                                                                                                 | 52:10(24:10) |                                        | Murrayfield Stadium, Edynburg Sędzia: Pascal Gaüzère |

| 20 marca 202116:45 | Irlandia                                                       | 32:18(20:6) | Anglia                                                                  | Aviva Stadium, Dublin Sędzia: Mathieu Raynal |
| 20 marca 202116:45 | Jack Conan 5 (P) Jonathan Sexton 22 (2pd 6K) Keith Earls 5 (P) | 32:18(20:6) | Ben Youngs 5 (P) Elliot Daly 2 (pd) Jonny May 5 (P) Owen Farrell 6 (2K) | Aviva Stadium, Dublin Sędzia: Mathieu Raynal |
| 20 marca 202116:45 | Conor Murray · Bundee Aki                                      | 32:18(20:6) |                                                                         | Aviva Stadium, Dublin Sędzia: Mathieu Raynal |

| 20 marca 202121:00 | Francja | 32:30(17:17) | Walia                                                       | Stade de France, Saint-Denis Sędzia: Luke Pearce |
| 20 marca 202121:00 | Antoine Dupont 5 (P) Brice Dulin 5 (P) Charles Ollivon 5 (P) Matthieu Jalibert 4 (2pd) Romain Ntamack 8 (pd 2K) Romain Taofifénua 5 (P) | 32:30(17:17) | Dan Biggar 20 (P 3pd 3K) Josh Adams 5 (P) Josh Navidi 5 (P) | Stade de France, Saint-Denis Sędzia: Luke Pearce |
| 20 marca 202121:00 | Mohamed Haouas · Paul Willemse | 32:30(17:17) | Liam Williams · Taulupe Faletau                             | Stade de France, Saint-Denis Sędzia: Luke Pearce |